# Glaskopf
Der Glaskopf ist mit einer Höhe von 686,8 m ü. NHN der fünfthöchste Berg des Taunus. 

## Lage
Der Glaskopf befindet sich oberhalb von Glashütten und Oberems. Er ist ein Teil des Taunushauptkamms. Die benachbarten Berge in der Kammlinie sind der Butznickel im Westen und der Kleine Feldberg im Osten.

## Name
Seinen Namen verdankt der Berg der früheren Glasproduktion in Waldglashütten an seinen Hängen, wie die Glashütte an der Emsbachschlucht. Die in der Nähe liegende Gemeinde Glashütten hat ihren Namen aus demselben Grund erhalten.

## Mallmannstein
An der Südflanke des Glaskopfs, oberhalb der B8 befindet sich der Mallmannstein. Der Gedenkstein erinnert an den Tod von Förster Mallmann an der gleichen Stelle. Mallmann starb 1938 während einer Dienstbesprechung über die neue Holzmeßanweisung. Der Mallmannsteinweg verbindet die „Tenno-Hütte“ nahe der L 3025 mit dem Mallmannstein.

## Steinbruch

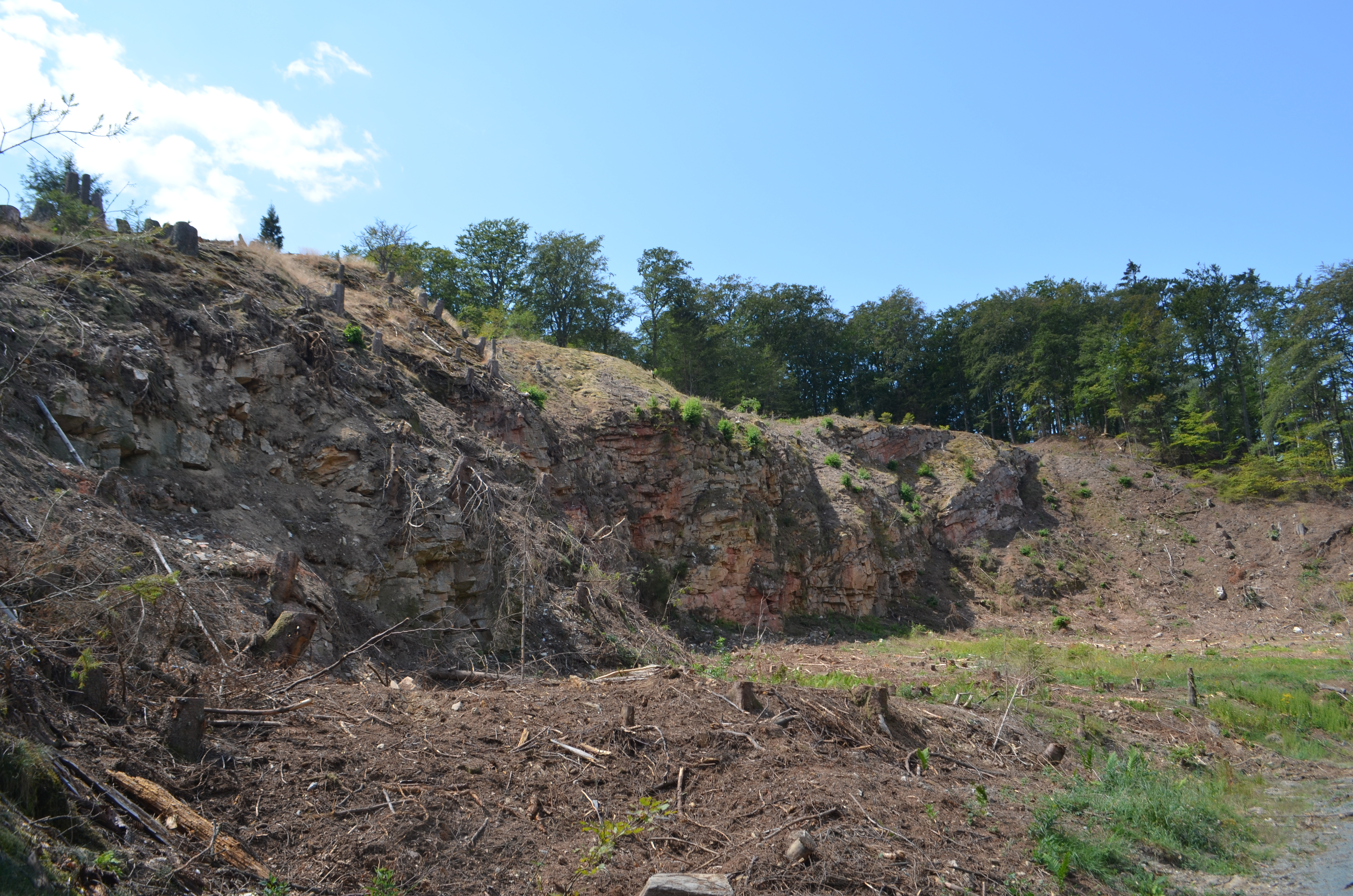
Freigestellter Steinbruch

An der Nord-Ostflanke des Glaskopfs befand sich ein Steinbruch, in dem Brauneisenerz gewonnen wurde. Der Abbau wurde Ende des 19. Jahrhunderts beendet, der Steinbruch verwaldete. Im Jahr 2020 stellte Hessen-Forst die Fläche vor dem Steinbruch von Bäumen frei und planierte die Fläche. Hier soll eine naturbelassene Waldwiese entstehen. Gemeinsam mit dem anliegenden, aus der Waldbewirtschaftung heraus genommenen, Waldstück und der hohen Steinwand soll ein wertvolles Biotop entstehen. Unter anderem soll der Uhu eine ideale Umgebung erhalten.

## Waldgottesdienstplatz
An der flachen Ostseite des Berges, nahe der Landesstraße 3025 befindet sich ein großer Wandererparkplatz. Wenige Meter daneben liegt ein Waldgottesdienstplatz.

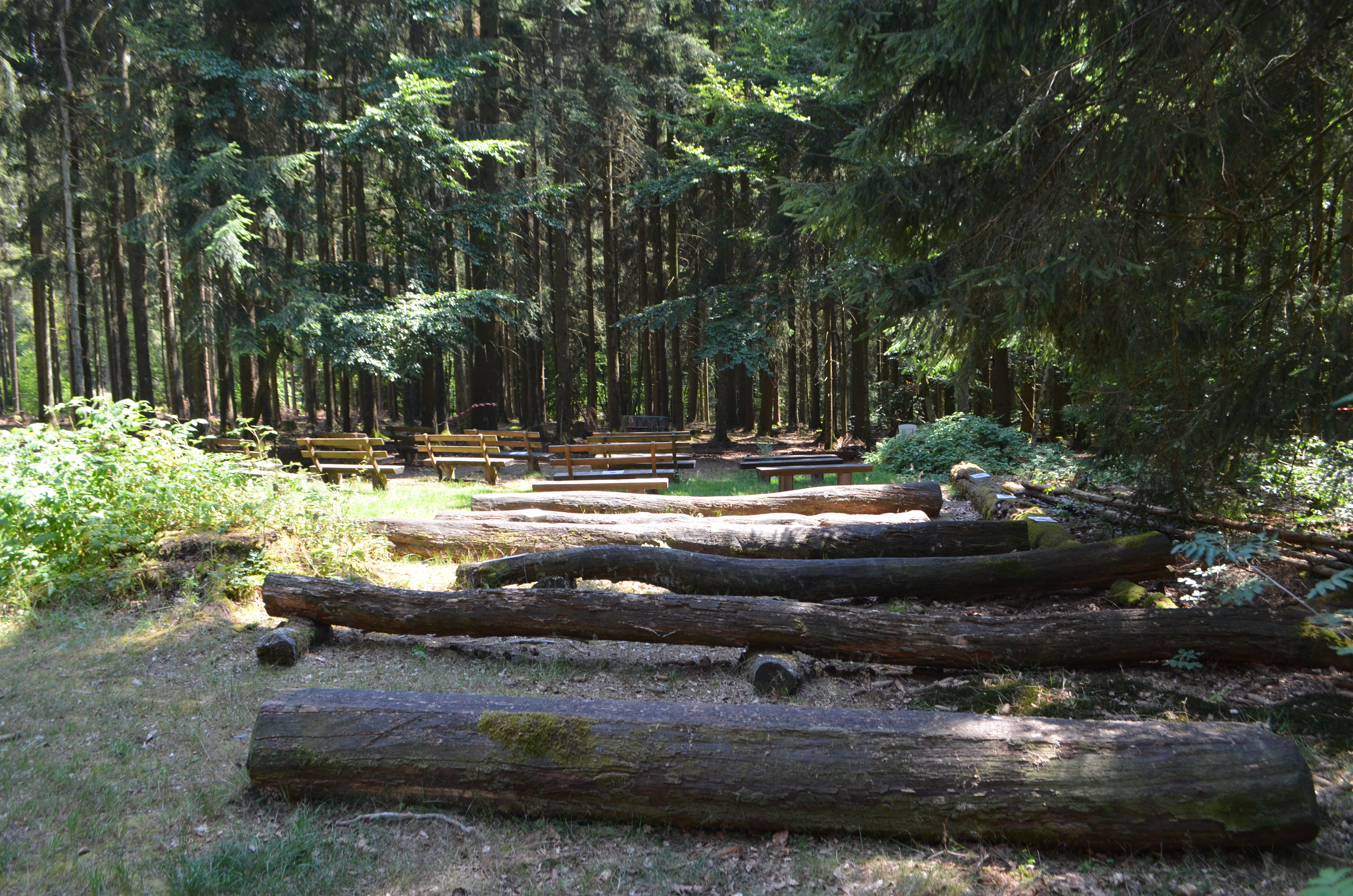
Waldgottesdienstplatz